# Lucilliano
Lucilliano (latino: Lucillianus; ... – 363) è stato un generale romano probabilmente di origine pannonica.

## Sotto Costanzo II
Nel 350 l'imperatore romano Costanzo II era alla frontiera orientale, al comando dell'esercito romano impegnato in una campagna contro i Sasanidi, quando fu raggiunto dalla notizia che suo fratello Costante I, imperatore in Occidente, era stato ucciso dall'usurpatore Magnenzio. Non volendo dare all'usurpatore la possibilità di rafforzarsi, partì immediatamente per l'Europa centrale; incaricò allora Lucilliano, che all'epoca era Dux Mesopotamiae o Comes rei militaris. L'impegno maggiore di Lucilliano consistette nella difesa dell'importante fortezza frontaliera di Nisibis dagli attacchi del re sasanide Sapore II.
Nel 354 fu nominato Comes domesticorum («comandante delle guardie») del cesare d'Oriente Costanzo Gallo dall'imperatore Costanzo II. Il suo compito era quello di scortare il cesare da Costantinopoli alla corte imperiale di Milano, dove Gallo era stato invitato da Costanzo II per discolparsi delle accuse di malgoverno; in realtà Lucilliano — assieme agli altri due ufficiali nominati a questo scopo, Flavio Leonzio e Bainobaude — doveva evitare che Gallo, sospettato di tradimento da Costanzo, contattasse truppe a lui fedeli nel viaggio fino a Pola, dove fu poi preso in custodia da Barbazione, processato e ucciso. Nel 358 fu inviato in Persia in missione diplomatica, assieme al futuro usurpatore Procopio, e vi rimase anche l'anno successivo.
Nel 361, era Comes Illyricum e Magister equitum; nei pressi di Sirmio fu sorpreso dall'avanzata da occidente dell'esercito di Giuliano, fratellastro di Gallo, che era stato nominato cesare d'Occidente da Costanzo e poi acclamato imperatore dalle truppe. Fu catturato dal Comes domesticorum Dagalaifo e deposto, per il suo coinvolgimento nella caduta e morte di Gallo, ma continuò a vivere a Sirmio.

## Sotto Gioviano

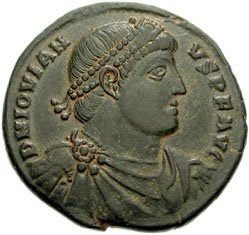
Gioviano salì al trono nel 363; nominò Lucilliano, suo suocero in quanto padre della moglie Charito, magister peditum et equitum

Nel 363 fu nominato magister peditum et equitum dal nuovo imperatore, il pannonico Gioviano, suo genero in quanto marito della figlia Charito. Ricevuta la nomina a Sirmio per mezzo del notarius Procopio e del magister militum Memorido, Lucilliano partì da Sirmio per recarsi alla corte imperiale a Milano, per reclamare il potere per Gioviano; dietro ordine di Gioviano, portò con sé alcuni sostenitori dell'imperatore (cristiani come lui, caduti in disgrazia sotto il pagano Giuliano), tra cui Seniauco e il futuro imperatore Valentiniano I.
Tra i compiti di Lucilliano c'era quello di sostituire il magister armorum per Gallias di Giuliano, Giovino, con Malarico, un altro sostenitore di Gioviano, oltre quello di informare i comandanti e le guarnigioni dell'ascensione al trono di Gioviano, sia pure con la dovuta attenzione causa la grande popolarità goduta da Giuliano in Occidente. Quando gli giunse notizia che Malarico non aveva accettato la carica, Lucilliano si recò allora a Reims, dove si mise a controllare l'operato degli amministratori di Giuliano. In particolare si mise a verificare il lavoro svolto da un ufficiale, un attuario, il quale, intimorito, si recò dall'esercito di Gallia e fomentò la rivolta, affermando che Giuliano era ancora vivo. La rivolta fu sedata dall'arrivo di truppe di Gioviano, ma non prima che Seniauco e Lucilliano furono uccisi, dalla legione dei Batavi, e Valentiniano sfuggisse alla morte grazie all'aiuto dell’hospes Primitivo.